# گلنراتیس
گلنراتیس (به انگلیسی: Glenrothes) یک شهرک در اسکاتلند است که در فایف واقع شده‌است.

## خصوصیات
گلنراتیس ۳۹٬۲۷۷ نفر جمعیت دارد.

## خواهرخوانده
شهر بوبلینگین خواهرخواندهٔ گلنراتیس هست.